# 古奇山口

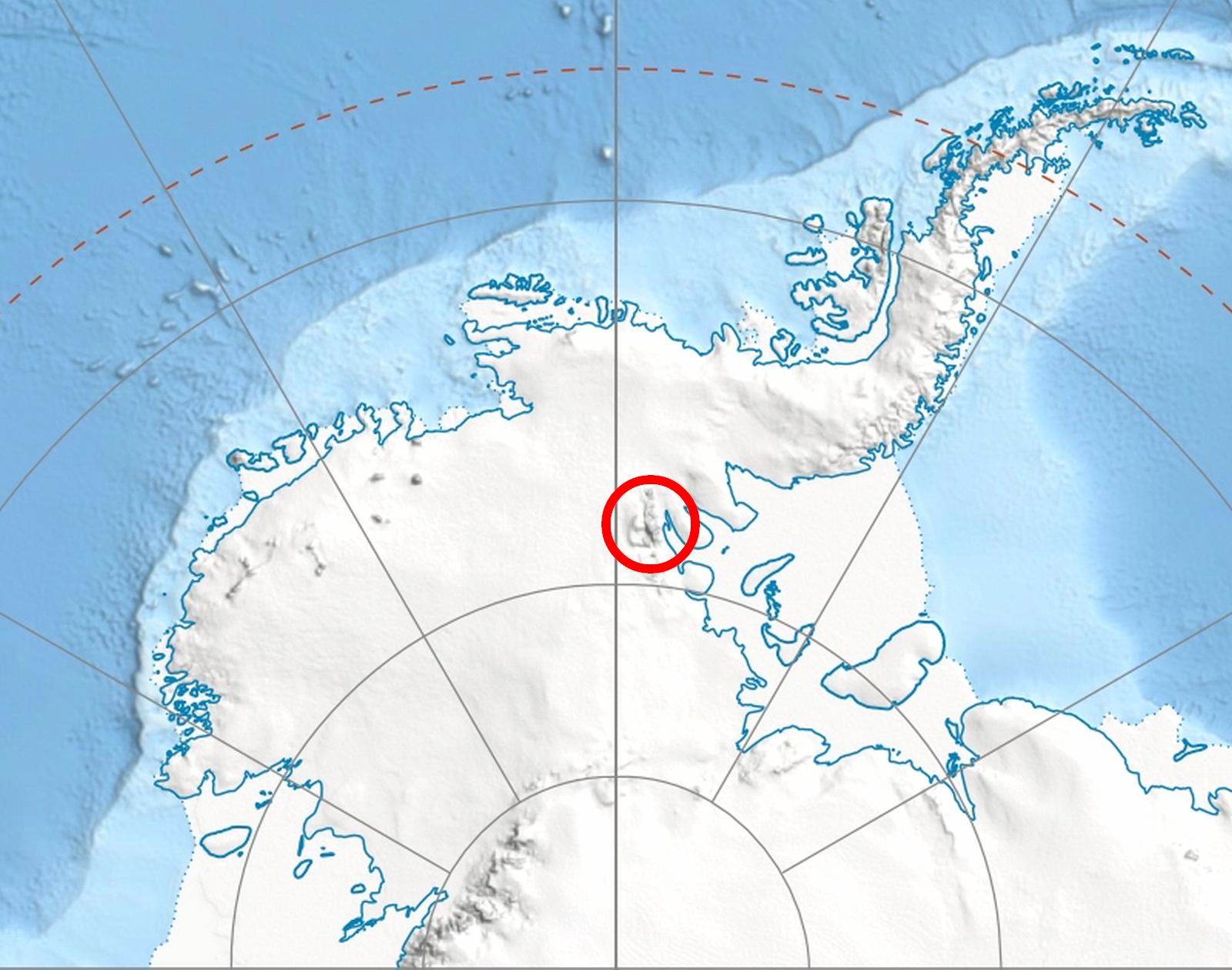

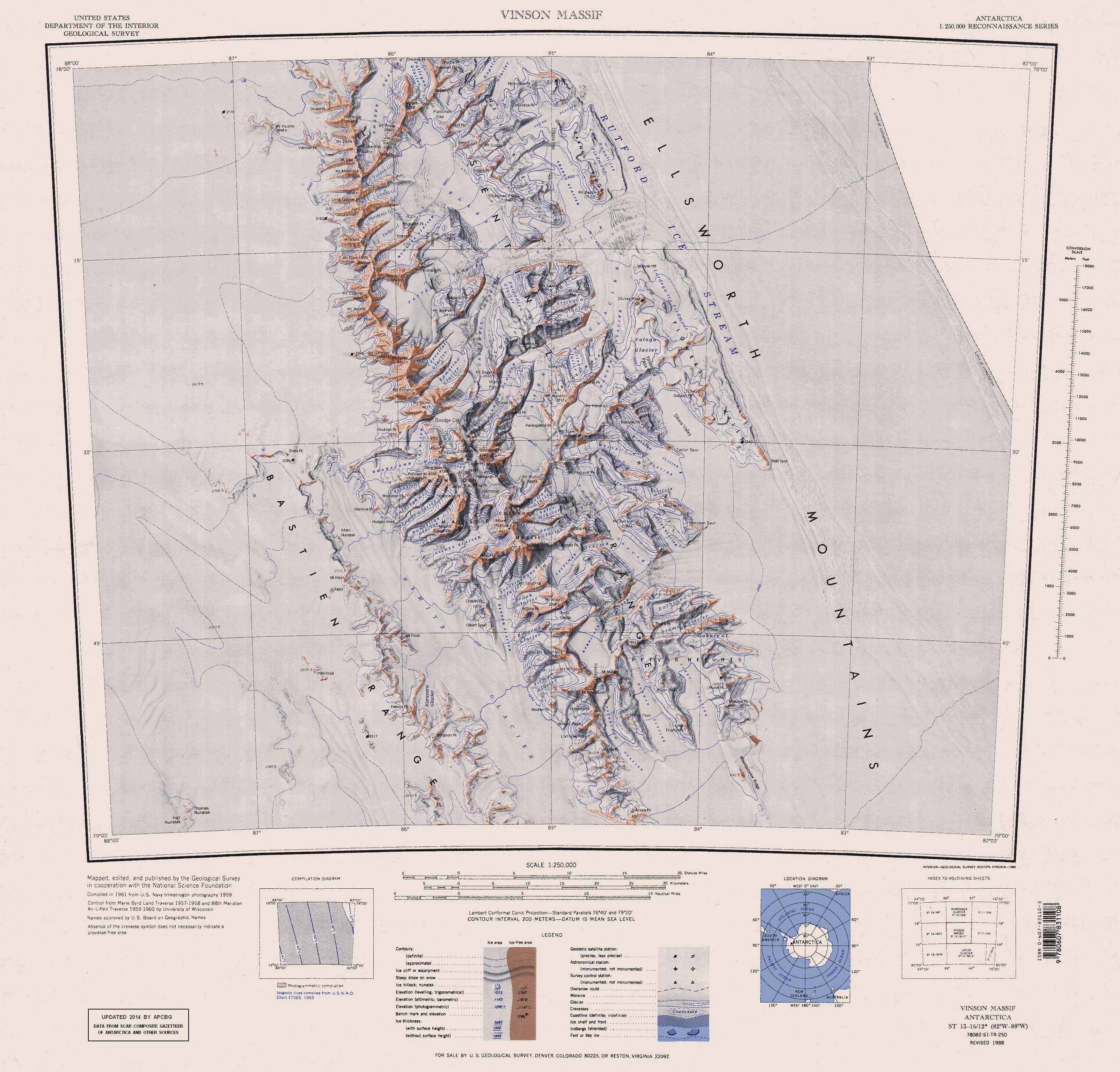

古奇山口（英語：Goodge Col）是南極洲的山口，位於埃爾斯沃思地，處於欣山和文森山之間，寬2.4公里，屬於埃爾斯沃思山脈中森蒂納爾嶺的一部分，海拔高度3,600米，現時由南極條約體系管理。